# Smriti

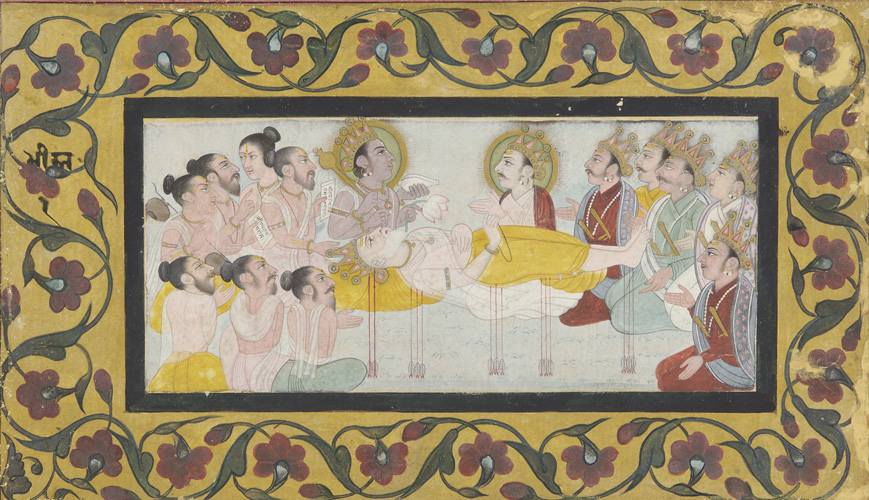
Bhishma, personnage du Mahabharata, sur son lit de mort.

Smriti (sanskrit IAST : smṛti ; devanāgarī : स्मृति : « mémoire », « souvenir » ; pali : sati « attention ») est le nom donné à un ensemble de textes appartenant à la tradition ancienne de l'hindouisme, mais dont l'autorité dérive de celle de la śruti (ou textes révélés). Dans l'hindouisme, on parle aussi de tradition smarta. « Smriti » désigne aussi la mémoire dans les textes philosophiques.
Dans le bouddhisme, son équivalent pali signifie « attention », notamment dans la méditation.

## Fonction
La principale fonction des smriti est de fixer les codes régissant la conduite de l'individu ainsi que ses relations avec la communauté et la société. Mais on y trouve aussi des considérations d'ordre plus général sur les us et coutumes, en particulier dans la sphère juridique et dans le domaine des pratiques rituelles.

## Recensions
Le corpus des smriti varie selon le sources. Outre les smriti proprement dits, on y inclut souvent les vedāṅga, les Kalpa Sutra et les dharmaśāstra, mais parfois aussi des textes philosophiques tels que les Âgama et le Vedānta, voire les épopées (le Mahābhārata et le Rāmāyana) et les Purāṇa.

## Smritis du dharmashastra
Il existe plusieurs dizaines de smriti nommées à partir du nom des sages ou rishis auxquels ils sont attribués, dont 20 sont considérés comme majeurs par la Yajnavalkya Smriti :
- Manu Smriti (ou Manu Dharma Shâstra)
- Atri Smriti
- Vishnu Smriti
- Hârit Smriti
- Yajnavalkya Smriti
- Ushâna Smriti
- Ângîra Smriti
- Yâma Smriti
- Âpasthamba Smriti
- Samvarta Smriti
- Kâtâyan Smriti
- Vrihaspati Smriti
- Parâshar Smriti
- Vyâsa Smriti
- Shankha Smriti
- Likhit Smriti
- Daksha Smriti
- Gautam Smriti
- Shatâtap Smriti
- Vasishtha Smriti

## En philosophie

### Smriti dans lesYoga Sūtra
Dans les Yoga Sūtra de Patañjali, ce terme est défini comme la mémoire, c'est-à-dire la connaissance de l'objet qui n'est pas disparue mais subsiste dans le citta sous forme d'impressions. C'est une des cinq vṛtti dans ce système philosophique.

### Smriti (sati) dans le bouddhisme
Sati dans les écritures en pali du bouddhisme, n'a que rarement le sens de « mémoire ». Il signifie dans la plupart des cas « attention ». Le mot composé sammā-sati correspond à l'attention juste, un des membres de l'octuple noble sentier. Ce sens s'explique par le fait que la mémoire est un état de l'esprit qui porte sur le passé, alors que dans l'octuple sentier, le mot sati concerne le présent, ce qui explique la traduction par « vigilance » ou « attention ».